# Beyenu Degefa
Beyenu Degefa (née le 12 juillet 1999) est une athlète éthiopienne, spécialiste des courses de demi-fond.

## Biographie
En 2016, elle remporte la médaille d'or du 3 000 mètres lors des championnats du monde juniors, à Bydgoszcz, en établissant un nouveau record de la compétition en 8 min 41 s 76.

### Palmarès
| Date | Compétition                   | Lieu      | Résultat | Épreuve | Performance   |
| ---- | ----------------------------- | --------- | -------- | ------- | ------------- |
| 2016 | Championnats du monde juniors | Bydgoszcz | 1re      | 3 000 m | 8 min 41 s 76 |

### Records
| Épreuve | Performance   | Lieu      | Date            |
| ------- | ------------- | --------- | --------------- |
| 3 000 m | 8 min 41 s 76 | Bydgoszcz | 20 juillet 2016 |